# أليخاندرو كريستيانسن
أليخاندرو كريستيانسن (بالنرويجية البوكمول: Alex Christiansen)‏ هو مهندس معماري نرويجي، ولد في 17 فبراير 1925، وتوفي في 4 يوليو 2010.